# Eenhoorn (Kuifje)
De Eenhoorn is een fictief Frans oorlogsschip, uit het gelijknamige album Het geheim van de Eenhoorn (1943) en het vervolgverhaal De schat van Scharlaken Rackham (1944) in de stripreeks van Kuifje door Hergé. Zijn naam verkreeg het omdat de voorsteven versierd was met een grote beeltenis van het mythische dier, de eenhoorn.

## Verhaal
Het fregat, een driemaster, maakte deel uit van de Franse vloot onder Lodewijk XIV en voer onder commando van François Ridder de Hadoque, een voorvader van Kuifjes boezemvriend Kapitein Haddock.
In 1698 werd het in de buurt van het eveneens fictieve eiland San Domingo in de Antillen aangevallen door de piraat Scharlaken Rackham.
Na een felle strijd overwon Scharlaken Rackham, maar niet voordat François Ridder de Hadoque het schip van de piraat dermate beschadigd had dat het zinkende was. Hierdoor zag Rackham zich genoodzaakt zijn vorige buit op een Spaans schip, een fabelachtige schat, over te brengen op de Eenhoorn.
Om hun overwinning te vieren, gingen de piraten met de Eenhoorn voor anker in een baai van een nabijgelegen klein eiland. Terwijl de vrijbuiters zich tegoed deden aan de flessen rum aan boord, wist de enige overlevende en gevangengenomen François Ridder de Hadoque zich echter ongemerkt los te wrikken en Scharlaken Rackham te doden. Liever dan zijn schip in handen te laten van de piraten, liet hij de Eenhoorn in de lucht vliegen door het buskruit in het ruim te ontsteken, en wist hij net voor de ontploffing in een sloep te ontkomen naar het nabijgelegen eilandje.
In zijn testament liet François Ridder de Hadoque een eigenhandig gemaakte maquette van de Eenhoorn na aan ieder van zijn drie zonen, hen bezwerend dat deze tezamen de waarheid aan het licht konden brengen.
De zoektocht naar deze drie identieke maquettes en het geheim ervan, vormt de plot van het album Het geheim van de Eenhoorn. Het vervolgverhaal De schat van Scharlaken Rackham handelt dan over het opsporen van het wrak van de Eenhoorn en diens verborgen schat.

## Achtergrond
- Voor het ontwerp van de Eenhoorn inspireerde Hergé zich op diverse scheepsmodellen in het Musée national de la Marine in Parijs, maar vooral op het schip Le Brillant uit 1690.[1]
- Volgens de tekeningen van Hergé bezat de Eenhoorn 50 kanonnen en was daarmee volgens de toenmalig geldende specificaties een schip van de derde klasse, ruim 40 meter lang en 11 meter breed.[1]
- De inspiratie voor de naamgeving en het boegbeeld, de eenhoorn, ontleende Hergé wellicht aan het Britse fregat de HMS Unicorn uit 1748.[1][2]
- In juni 1989 werd bekend dat Hergé voor het ontwerp ook de medewerking kreeg van Gérard Liger-Belair, een Fransman die destijds in Brussel een winkel van scheepsmodellen uitbaatte.[3] Als dank hiervoor verscheen een speciale 2-in-1-uitgave van het tweeluik, met als extra de originele plannen van de Eenhoorn zoals geschetst door deze modelbouwer.
- In de Engelse uitgave van Het geheim van de Eenhoorn voer het schip onder de Britse vlag met als commandant Sir Francis Haddock. In alle andere uitgaven van dit album werd de originele Franse vlag behouden. Desondanks blijkt uit de Engelse vertaling van De schat van Scharlaken Rackham dat de Eenhoorn toch een Frans schip moet geweest zijn, omdat ook voor deze vertaling, zoals in het Franstalige origineel, uitgegaan moest worden van de meridiaan van Parijs dan wel die van Greenwich, om de juiste coördinaten te berekenen van het eiland waar de Eenhoorn vergaan is.
- In 2011 werd het titelverhaal verfilmd door Steven Spielberg in de animatiefilm The Adventures of Tintin: The Secret of the Unicorn.